# Binaural (album)
Pour l’article homonyme, voir Binaural.
Albums de Pearl Jam
Yield
(1998) Riot Act
(2002)
Singles
1. Nothing as It Seems
Sortie : 25 avril 2000
2. Light Years
Sortie : 18 juillet 2000

Binaural est le sixième album du groupe de rock américain Pearl Jam. Il fut publié le 16 mai 2000 sur le label Epic et produit par le groupe et Tchad Blake.

## Historique
Cet album fut enregistré les Studios Litho de Seattle, dont Stone Gossard est le propriétaire, entre septembre 1999 et janvier 2000.
Il s'agit du premier album du groupe après le départ du batteur Jack Irons, remplacé par Matt Cameron anciennement batteur du groupe Soundgarden. Binaural est aussi le premier album de Pearl Jam non produit par Brendan O'Brien depuis Vs.. Pour cet album, le groupe a eu recours aux services de Tchad Blake, réputé pour sa technique d'enregistrement binaural, d'où est tiré le nom de l'album. Brendan O'Brien sera cependant rappelé par les membres du groupe pour mixer l'album à la suite de leur déception lors de l'écoute des premiers mix de Tchad Blake.
Le visuel présent sur la couverture de l'album est une photo de la nébuleuse du Sablier prise par le télescope spatial Hubble. Des photos de la nébuleuse de l'Aigle et de la nébuleuse Hélix figurent également à l'intérieur du livret de l'album.
En juin 2000, l’histoire du groupe est marquée par un drame, avec neuf morts et trente-sept blessés au festival de Roskilde au Danemark. Le groupe, marqué par la tragédie, annule la fin de sa tournée européenne. Le groupe se remet au travail, entame sa tournée américaine le 3 août à Virginia Beach pour terminer le 6 novembre à Seattle.
Pour faire plaisir à ses fans et combattre les bootleggers, le groupe décide de sortir en CD l'intégralité des concerts de la tournée (sauf celui de Roskilde), soit au total 72 CD ! 5 CD finirent dans le top 200 des ventes mondiales (dont les concerts de Katowice et Londres). C'est la première fois qu'un groupe réussit à placer plusieurs lives dans le top 200.
Le groupe décide aussi de sortir au printemps 2001 un DVD "Touring Band 2000" présentant des extraits de concerts de la tournée US, et comprenant des bonus de la tournée européenne.
Cet album se classa à la première place des charts australiens et néo-zélandais, à la deuxième place du Billboard 200 aux États-Unis et au Canada et à la cinquième place des charts britanniques. En France, il resta classé quatre semaines pour une meilleure douzième place.

## Liste des titres
| No  | Titre                                                   | Auteur       | Musique                              | Durée |
| --- | ------------------------------------------------------- | ------------ | ------------------------------------ | ----- |
| 1.  | Breakfall                                               | Eddie Vedder | Vedder                               | 2:19  |
| 2.  | God's Dice                                              | Jeff Ament   | Ament                                | 2:26  |
| 3.  | Evacuation                                              | Vedder       | Matt Cameron                         | 2:56  |
| 4.  | Light Years                                             | Vedder       | Stone Gossard, Mike McCready, Vedder | 5:06  |
| 5.  | Nothing as It Seems *                                   | Ament        | Ament                                | 5:22  |
| 6.  | Thin Air                                                | Gossard      | Gossard                              | 3:32  |
| 7.  | Insignificance                                          | Vedder       | Vedder                               | 4:28  |
| 8.  | Of the Girl *                                           | Gossard      | Gossard                              | 5:07  |
| 9.  | Grievance                                               | Vedder       | Vedder                               | 3:14  |
| 10. | Rival                                                   | Gossard      | Gossard                              | 3:38  |
| 11. | Sleight of Hand *                                       | Vedder       | Ament                                | 4:47  |
| 12. | Soon Forget *                                           | Vedder       | Vedder                               | 1:46  |
| 13. | Parting Ways (contient une piste cachée Writer's Block) | Vedder       | Vedder                               | 7:17  |

- Les chansons marquées d'un astérisque ont bénéficié de la méthode d'enregistrement binaural.

## Musiciens
Pearl Jam
- Jeff Ament – basse
- Matt Cameron - batterie
- Stone Gossard – guitare rythmique
- Mike McCready – guitare solo
- Eddie Vedder – chant, guitare rythmique, ukulele

Musiciens additionnels
- Pete Thomas, Wendy Melvoin – percussions
- Mitchell Froom – claviers, harmonium
- Justine Foy – violoncelle
- April Cameron – violon

## Classements hebdomadaires et certifications

### Album
Charts
| Pays                         | Durée du classement | Meilleur classement | Date        |
| ---------------------------- | ------------------- | ------------------- | ----------- |
| Allemagne                    | 12 semaines         | 4e                  | 29 mai 2000 |
| Australie                    | 11 semaines         | 1er                 | 28 mai 2000 |
| Autriche                     | 12 semaines         | 8e                  | 4 juin 2000 |
| Belgique (W)                 | 4 semaines          | 34e                 | 3 juin 2000 |
| Belgique (V)                 | 10 semaines         | 5e                  | 3 juin 2000 |
| Canada                       | 3 semaines          | 2e                  | 3 juin 2000 |
| États-Unis                   | 17 semaines         | 2e                  | 3 juin 2000 |
| Finlande                     | 4 semaines          | 10e                 | 15 mai 2000 |
| France                       | 4 semaines          | 12e                 | 20 mai 2000 |
| Italie                       | 10 semaines         | 2e                  | 18 mai 2000 |
| Norvège                      | 10 semaines         | 2e                  | 22 mai 2000 |
| Nouvelle-Zélande             | 11 semaines         | 1er                 | 28 mai 2000 |
| Pays-Bas                     | 13 semaines         | 5e                  | 27 mai 2000 |
| Royaume-Uni                  | 5 semaines          | 5e                  | 27 mai 2000 |
| Royaume-Uni (Rock and Metal) | -                   | 1er                 | 21 mai 2000 |
| Suède                        | 7 semaines          | 6e                  | 18 mai 2000 |
| Suisse                       | 11 semaines         | 8e                  | 4 juin 2000 |

Certifications
| Pays             | Certification | Ventes    | Date            |
| ---------------- | ------------- | --------- | --------------- |
| Australie        | Platine       | 70 000 +  | 26 mai 2000     |
| Canada           | Or            | 50 000 +  | 7 mars 2006     |
| États-Unis       | Or            | 500 000 + | 21 juin 2000    |
| Nouvelle-Zélande | Or            | 7 500 +   | 28 mai 2000     |
| Royaume-Uni      | Argent        | 60 000 +  | 22 juillet 2013 |

### Charts singles
Nothing as It Seems
| Chart                  | Durée du classement | Position | Date          |
| ---------------------- | ------------------- | -------- | ------------- |
| Hot 100                | 6 semaines          | 49e      | 13 mai 2000   |
| Mainstream Rock Tracks | 11 semaines         | 3e       | 6 mai 2000    |
| Alternative Songs      | 9 semaines          | 10e      | 6 mai 2000    |
| Single Top 100         | 1 semaine           | 98e      | 8 mai 2000    |
| ARIA Charts            | 2 semaines          | 7e       | 14 mai 2000   |
| Canadian singles       | 4 semaines          | 1er      | 13 mai 2000   |
| Promusicae             | 4 semaines          | 5e       | 29 avril 2000 |
| FIMI                   | 4 semaines          | 6e       | 11 mai 2000   |
| VG-lista               | 3 semaines          | 5e       | 1er mai 2000  |
| RMNZ Singles Top40     | 5 semaines          | 42e      | 14 mai 2000   |
| Mega Top 50            | 4 semaines          | 33e      | 13 mai 2000   |
| UK Singles Chart       | 2 semaines          | 22e      | 13 mai 2000   |
| Sverigetopplistan      | 3 semaines          | 40e      | 11 mai 2000   |
| Schweizer Hitparade    | 1 semaine           | 83e      | 21 mai 2000   |

Light Years
| Chart                  | Durée du classement | Position | Date            |
| ---------------------- | ------------------- | -------- | --------------- |
| Mainstream Rock Tracks | 9 semaines          | 17e      | 5 août 2000     |
| Alternative Songs      | 7 semaines          | 26e      | 5 août 2000     |
| Canadian singles       | 2 semaines          | 13e      | 5 août 2000     |
| FIMI                   | 1 semaine           | 25e      | 20 juillet 2000 |
| UK Singles Chart       | 2 semaines          | 52e      | 22 juillet 2000 |